# IC 703
IC 703 ist ein inexistentes Objekt im Sternbild Becher am Südsternhimmel, welches der US-amerikanische Astronom Lewis A. Swift am 21. April 1889 fälschlich als IC-Objekt beschrieb.